# Mario Röllig
Mario Röllig (* 4. Oktober 1967 in Ost-Berlin) ist ein deutscher Politiker (CDU). Er ist seit 2023 Kreisvorsitzender der Lesben und Schwule in der Union Berlin-Pankow und Mitglied im Landesvorstand der LSU Berlin. Zuvor war er seit 2019 Landesvorsitzender der LSU Berlin und seit 2020 einer der stellvertretenden Bundesvorsitzenden der LSU. Er engagiert sich seit 2019 für die Gleichberechtigung der LGBT-Bewegung und der Gleichstellung der Geschlechter, vor allem in Berlin. In der DDR war er wegen versuchten ungesetzlichen Grenzübertritts inhaftiert. Er engagiert sich für die Aufarbeitung der DDR-Geschichte unter anderem durch ehrenamtliche Mitarbeit in der Gedenkstätte des ehemaligen Stasi-Gefängnisses Hohenschönhausen.

## Leben und Wirken
Mario Röllig wuchs im Berliner Stadtteil Köpenick auf. Nach seinem Schulabschluss absolvierte er eine Ausbildung zum Restaurantfachmann. Mit 17 Jahren outete er sich als homosexuell, was zu diesem Zeitpunkt in der DDR noch als total ungewöhnlich bzw. verpönt galt. Er verliebte sich in einen aus West-Berlin stammenden Mann, der auch fortan ein Zusammenleben mit ihm geplant hatte, aber eigentlich mit einer Frau verheiratet war und mit ihr ein Kind hatte. Die Mitarbeiter des Ministeriums für Staatssicherheit (MfS) wollten ihn wegen seiner Kontakte nach West-Berlin als Inoffiziellen Mitarbeiter (IM) anwerben, doch Röllig lehnte es ab andere zu bespitzeln. Da er sich auf diese Vereinbarung nicht eingelassen hatte, wurde ihm seine Arbeitsstelle als Restaurantfachmann von den Behörden weggenommen und eine neue Arbeit als Aushilfe an einem Imbissstand zugewiesen. Mit seinem Leben in der DDR immer mehr unzufrieden, versuchte er daraufhin im Juni 1987 aus der DDR über Ungarn bzw. Österreich nach Westdeutschland zu fliehen. Er wurde jedoch erwischt, von der ungarischen Grenzpolizei verhaftet und nach einer Woche Haftzeit in Budapest dann in ein Gefängnis nach Berlin-Hohenschönhausen gebracht. Nach vier Monaten Untersuchungshaft wurde Röllig am 8. Oktober 1987 dort aufgrund einer allgemeinen Amnestie für Straftäter aus der Haft entlassen, zu drei Jahren Haft auf Bewährung verurteilt und stellte nun offiziell einen Ausreiseantrag. Dass Röllig in Hohenschönhausen inhaftiert war, erfuhr er allerdings erst im Jahr 1997 durch seine erstmalige Einsicht in seine Stasi-Unterlagen. Röllig besuchte ab Herbst 1987 oppositionelle Veranstaltungen bei der evangelischen Kirche. Erst nach einem persönlichen Protestbrief an den DDR-Staatsratsvorsitzenden Erich Honecker wurde er schließlich am 8. März 1988 offiziell aus der DDR ausgebürgert und wohnte fortan in West-Berlin. Dort arbeitete Röllig zunächst als Kellner. Nach der deutschen Wiedervereinigung absolvierte er eine Weiterbildung zum Reiseleiter. Bis 1999 arbeitete er dann als Verkäufer in einem Zigarrengeschäft im Kaufhaus des Westens.
Nach der zufälligen Wiederbegegnung mit einem seiner Stasi-Vernehmer aus der dreimonatigen Zeit in der Untersuchungshaft geriet Röllig im Jahr 1999 in eine persönliche Krise. Nach einem Krankenhausaufenthalt aufgrund eines Nervenzusammenbruchs entschloss er sich in der Gedenkstätte des ehemaligen Stasi-Gefängnisses Hohenschönhausen ehrenamtlich zu arbeiten und führt seitdem Besucher durch das Gebäude sowie auch an die Geschichte der DDR heran. Röllig hielt seither eine Vielzahl von Vorträgen und Lesungen an Universitäten und Schulen und war in diversen Talkshow-Formaten zu Gast. Röllig ist Mitglied des Stiftungsbeirates der Gedenkstätte Berlin-Hohenschönhausen. Seine Erlebnisse in der DDR wurden unter dem Titel Akte R. in einem Theaterstück des Theater Strahl verarbeitet und in dem Dokumentarfilm mit dem Titel Gesicht zur Wand nachgestellt.